# جفرسون (أوكلاهوما)
جفرسون (بالإنجليزية: Jefferson, Oklahoma)‏ هي بلدة أمريكية تقع في الولايات المتحدة في مقاطعة غرانت، أوكلاهوما. يقدر عدد سكانها بـ 12 نسمة ومساحتها 0.7 كم2 وترتفع عن سطح البحر 319 متر.